# John Lee Canley
John Lee Canley (Caledonia, 20 dicembre 1937 – Bend, 11 maggio 2022) è stato un militare statunitense, decorato con la Medal of Honor a vivente nel corso della guerra del Vietnam.

## Biografia
Nacque a Caledonia, Arkansas, il 20 dicembre 1937, figlio di J.M. Canley, operaio chimico, e di Leola Cobb, direttrice di un ristorante. Trascorse tutta la sua infanzia a El Dorado, nella contea di Union. All'età di quindici anni, vide il film Sands of Iwo Jima e, grazie ai documenti del fratello, decise di arruolarsi nello United States Marine Corps. Raggiunse il grado di capo plotone fucilieri e divenne sergente artigliere della Compagnia Alpha, I Battaglione, 1° Reggimento, della 1ª Prima Divisione Marines, quando le forze comuniste iniziarono l'Offensiva del Tet durante le celebrazioni del capodanno lunare alla fine di gennaio del 1968, attaccando le posizioni statunitensi e sudvietnamite in tutta la Repubblica del Vietnam.
La mattina del 31 gennaio 1968, la Compagnia Alpha fu caricata su camion e inviata a rinforzare le forze statunitensi e sudvietnamite sotto assedio a Huế.
Mentre il convoglio si avvicinava ai sobborghi meridionali della città, iniziò a essere sottoposto da un crescente fuoco di cecchini. In un villaggio, le truppe smontarono e sgomberarono le case su entrambi i lati della strada principale prima di procedere. Il convoglio dei Marines si fermò più volte per eliminare la resistenza impegnandosi in pesanti combattimenti casa per casa e strada per strada prima di procedere di nuovo. Durante questi combattimenti il comandante della compagnia, il capitano Gordon Batcheller, rimase ferito. Egli assunse allora il comando della compagnia e lui e il sergente Alfredo Cantu Gonzalez comandarono la compagnia nella difesa del convoglio, azioni per le quali Gonzalez sarebbe stato in seguito insignito postumo della Medal of Honor. Verso le 15:15, dopo un sanguinoso combattimento, i Marines riuscirono a dirigersi verso il complesso assediato del Military Assistance Command Vietnam (MACV). Nel 1970 egli ricevette la Navy Cross, e poi andò in congedo il 23 ottobre 1981 stabilendosi a Oxnard, in California, dove gestì un'attività di importazione di tessuti.
Gli uomini che prestarono servizio con lui in Vietnam ritenevano che meritasse la più alta onorificenza nazionale, la Medal of Honor, e John Ligato, un agente dell'FBI in pensione che era con lui a Huê, guidò un'iniziativa in tal senso.
La rappresentante alla Camera Julia Brownley sponsorizzò un disegno di legge privato al Congresso affinché la Navy Cross di Canley venisse trasformata nella Medal of Honor. Il 21 dicembre 2017, la Camera dei rappresentanti ha rinunciato al limite di cinque anni per l'assegnazione della Medal of Honor e il Senato ha successivamente adottato un simile provvedimento. Il Segretario alla Difesa James Mattis ha raccomandato l'aggiornamento al Presidente Donald Trump, che ha approvato la concessione nel luglio 2018. Mercoledì 17 ottobre 2018 gli fu conferita la Medal of Honor in una apposita cerimonia tenutasi alla Casa Bianca.
Si spense a causa di un cancro l'11 maggio 2022, nella casa della figlia a Bend, Oregon, all'età di 84 anni. Fu sepolto nel cimitero nazionale di Arlington.
Cinque settimane dopo la morte, il 22 giugno 2022, la Expeditionary Transfer Dock ESB-6, costruita in un cantiere navale di San Diego, fu denominata USS John L. Canley. Sua figlia Patricia Sargent celebrò il battesimo della nave lunga 239 m.